# Bruine trilzwam
De bruine trilzwam (Phaeotremella foliacea) is een vrij algemeen voorkomende schimmel, die behoort tot de familie Tremellaceae. De bruine trilzwam komt voor in gemengde loofbossen op dood staand en liggend loofhout, vooral op dat van berk en eik. Soms is de bruine trilzwam ook op naaldhout te vinden. De bruine trilzwam is niet alleen een saprofyt, maar parasiteert ook op de schimmels uit het geslacht Stereum). De schimmel is niet giftig en kan gegeten worden, maar heeft weinig smaak. De bruine trilzwam lijkt veel op bruinesuikerzwam (Exidia saccharina) en zakjestrilzwam (Ascotremella faginea)

## Kenmerken

### Macroscopische kenmerken
Het 3 tot 10 cm brede en tot 6 cm hoge glanzende, kandijsuikerbruine tot roodoranjebruine vruchtlichaam is sterk samengedrukt geplooid tot bladvormig gelobd. Bij het ouder worden verkleuren ze tot bijna zwartbruin. Het vruchtlichaam is gelatineus en voelt zacht aan. Uitgedroogde vruchtlichamen verschrompelen tot een bruine, hoornachtige laag. De sporenvormende laag bedekt het hele oppervlak, zowel de boven- als onderkant, dit in tegenstelling tot de soorten van het geslacht Exidia, zoals bij de zwarte trilzwam. De sporenafdruk is wit of lichtgeel.
Op naaldhout zijn de vruchtlichamen bruinviolet. Deze wordt wel als een variëteit beschouwd van de bruine trilzwam met de variëteitsnaam succina.

### Microscopische kenmerken
Er komen twee verschillende typen van basidia voor: Type I is rond tot bijna rond, 12–14(–16) x 11–15 µm groot, daarentegen is type II elliptisch tot ovaal, 13–19(–22) x 11–14 µm groot en heeft zeer korte steeltjes. Beide zijn in de lengte of scheef gesepteerd en hebben 4 sporen. Meestal zijn de sterigmata 20 tot 30, maximaal 50 µm lang en 2 tot 4 µm dik. Aan de top zijn de basidia niet of iets verdikt tot 5 µm. De schimmeldraden van het subhymenium zijn dwars met elkaar verbonden. De min of meer ronde tot overwegend breed elliptische sporen zijn glad, kleurloos, dun en slechts in een bepaald stadium dikwandig. Ze zijn 7–9 × 5–8 µm groot, de lengte- breedteverhouding ligt in de regel tussen 1,0 - 2,0. De sporen vormen kiembuizen of vormen door knopvorming min of meer ronde secundaire sporen. Er worden geen conidiën gevormd. De opgezwollen cellen zijn meer of minder rond tot ovaal, 9-17 x 6-10 um groot, glad, kleurloos, dunwandig, in een bepaald stadium dikwandig. De gladde, kleurloze schimmeldraden hebben een doorsnede van 2-4(-6) µm en kunnen in het subhymenium tot 10 µm dik worden. Ze zijn meestal dikwandig, galvormig, kunnen echter in het jonge stadium soms dunwandig zijn. Haustoriën komen zelden voor en hebben gespen.

## Ecologie en verspreiding

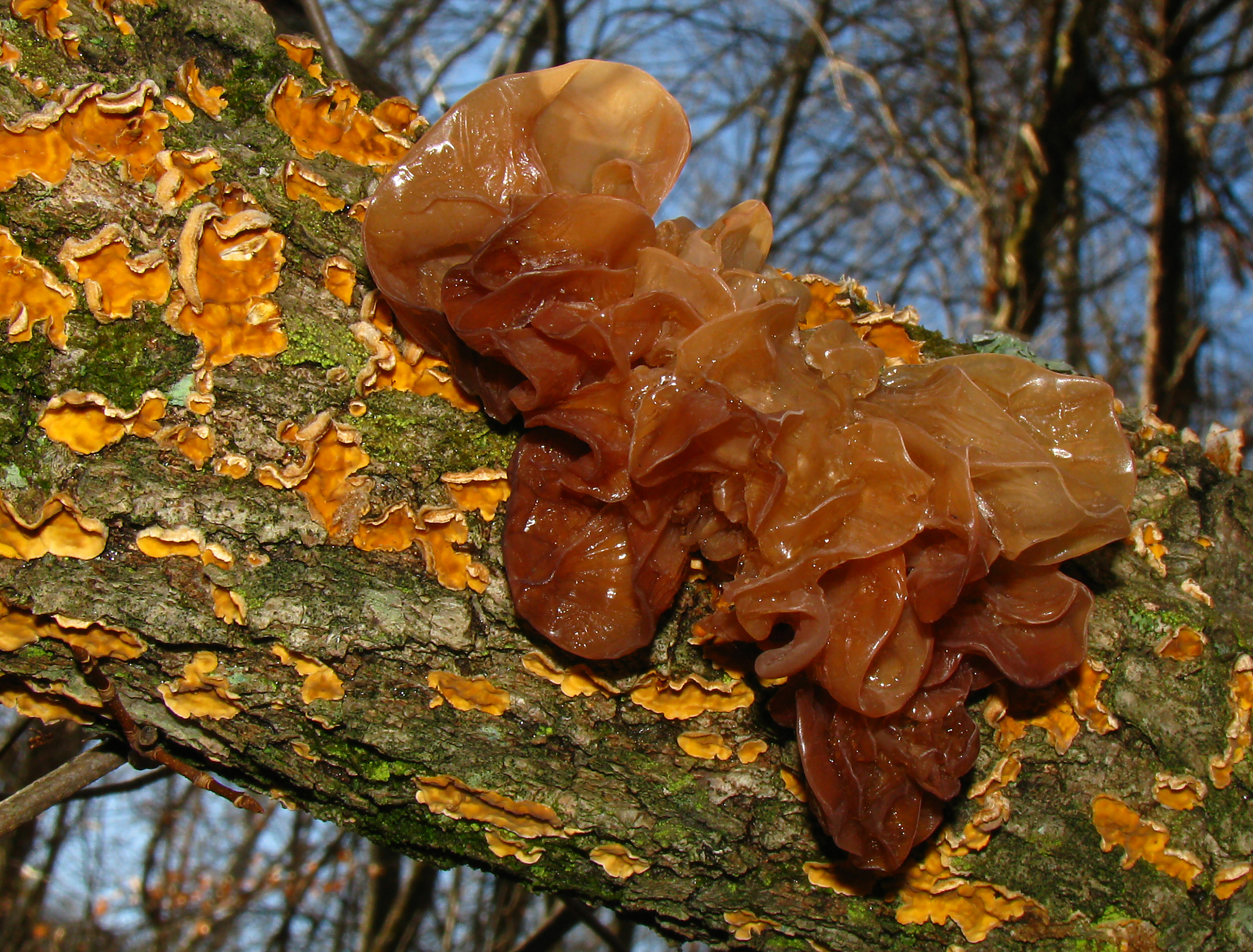
De bruine trilzwam groeit op dood hout en parasiteert Stereum-soorten

De bruine trilzwam komt voor in beuken- en haagbeuken-eikenbossen en langs beken met begroeiing van beuk, eik en hazelaar. Hij komt echter ook op andere loofbomen voor, zoals esdoorn, es, haagbeuk en soms ook op linde. Soms komt de bruine trilzwam ook voor op de fijnspar en gewone zilverspar.

## Taxonomie en fylogenie
|  | Tremella mycophaga                 |
|  |                                    |
|  | \| \| Tremella simplex \| \| \| \| |
|  |                                    |
|  | Tremella simplex                   |
|  |                                    |

|  | Tremella simplex |
|  |                  |

|  | Tremella neofoliacea |
|  |                      |

|  | Tremella mycophaga                 |
|  |                                    |
|  | \| \| Tremella simplex \| \| \| \| |
|  |                                    |
|  | Tremella simplex                   |
|  |                                    |

|  | Tremella simplex |
|  |                  |

|  | Tremella neofoliacea |
|  |                      |

|  | Tremella mycophaga                 |
|  |                                    |
|  | \| \| Tremella simplex \| \| \| \| |
|  |                                    |
|  | Tremella simplex                   |
|  |                                    |

|  | Tremella simplex |
|  |                  |

|  | Tremella neofoliacea |
|  |                      |

|  | Tremella mycophaga                 |
|  |                                    |
|  | \| \| Tremella simplex \| \| \| \| |
|  |                                    |
|  | Tremella simplex                   |
|  |                                    |

|  | Tremella simplex |
|  |                  |

|  | Tremella neofoliacea |
|  |                      |

|  | \| \| Tremella foliacea \| \| \| \| |
|  |                                     |
|  | Tremella foliacea                   |
|  |                                     |

|  | Tremella foliacea |
|  |                   |

|  | \| \| Tremella foliacea \| \| \| \| |
|  |                                     |
|  | Tremella foliacea                   |
|  |                                     |

|  | Tremella foliacea |
|  |                   |

|  | Tremella mycophaga                 |
|  |                                    |
|  | \| \| Tremella simplex \| \| \| \| |
|  |                                    |
|  | Tremella simplex                   |
|  |                                    |

|  | Tremella simplex |
|  |                  |

|  | Tremella neofoliacea |
|  |                      |

|  | Tremella mycophaga                 |
|  |                                    |
|  | \| \| Tremella simplex \| \| \| \| |
|  |                                    |
|  | Tremella simplex                   |
|  |                                    |

|  | Tremella simplex |
|  |                  |

|  | Tremella neofoliacea |
|  |                      |

|  | Tremella mycophaga                 |
|  |                                    |
|  | \| \| Tremella simplex \| \| \| \| |
|  |                                    |
|  | Tremella simplex                   |
|  |                                    |

|  | Tremella simplex |
|  |                  |

|  | Tremella neofoliacea |
|  |                      |

|  | Tremella mycophaga                 |
|  |                                    |
|  | \| \| Tremella simplex \| \| \| \| |
|  |                                    |
|  | Tremella simplex                   |
|  |                                    |

|  | Tremella simplex |
|  |                  |

|  | Tremella neofoliacea |
|  |                      |

|  | \| \| Tremella foliacea \| \| \| \| |
|  |                                     |
|  | Tremella foliacea                   |
|  |                                     |

|  | Tremella foliacea |
|  |                   |

|  | \| \| Tremella foliacea \| \| \| \| |
|  |                                     |
|  | Tremella foliacea                   |
|  |                                     |

|  | Tremella foliacea |
|  |                   |

Cladogram: Verwantschappen van de bruine trilzwam
Christiaan Hendrik Persoon beschreef Tremella foliacea in 1799 (pub. 1800 in "Observationes mycologicae 2").
In 1822 beschreef Elias Magnus Fries de bruine trilzwam in zijn werk "Systema mycologicum 2".